# Шеріф Мардін
Шеріф Мардін (1927, Стамбул — 6 вересня 2017) — турецький соціолог .

## Життєпис
Шеріф Мардін народився у 1927 році у Стамбулі. Його батько — турецький дипломат Шемсеттін Мардін.
У 1944 році шкільну освіту Мардін отримав у США. У 1948 році він здобув у Стенфордському університеті ступінь бакалавра мистецтв у галузі політології. У 1950 році Шеріф Мардін отримав в університеті Джонса Гопкінса ступінь магістра мистецтв в області міжнародних відносин. У 1958 році здобув у Стенфордському університеті ступінь доктора філософії в галузі політології. У 1962 році дисертація Мардіна була опублікована видавництвом Прінстонського університету.
Наукова кар'єра Мардіна почалася у 1954 році з роботи на факультеті політології Анкарского університету, на якому він пропрацював до 1956 року. Потім, у 1958-61 роках Шеріф Мардін працював на кафедрі сходознавства Прінстонського університету. Протягом одного року (1960-61) Мардін працював в університеті Близького Сходу при Гарвардському університеті. У 1961 році Шеріф Мардін повернувся до Туреччини і почав роботу на факультеті політології Анкарского університету. У 1964 році він став асоційованим професором, у 1969 році — професором. Мардін пропрацював в Анкарському університеті до 1973 року. У 1973—1991 роках викладав на кафедрі політології Босфорського університету. З 1999 року викладав на факультеті мистецтв і соціальних наук університету Сабанджі.
Окрім цього, Мардіна запрошували читати лекції у низку інститутів, серед яких були Каліфорнійський університет у Лос-Анджелесі, Каліфорнійський університет у Берклі, Колумбійський університет і Сиракузький університет.
Опублікував ряд книг.
- Religion and Social Change in Modern Turkey: The Case of Bediuzzaman Said Nursi, Albany, NY: State University of New York Press, 1989[9]
- The Genesis of Young Ottoman Thought: A Study in the Modernization of Turkish Political Ideas, Syracuse, NY: Syracuse University Press, July 2000
- Laicism in Turkey, İstanbul: Konrad Adenauer Foundation Press, March 2003
- Center and periphery in the Ottoman Empire, New York: Syracuse University Press 2005
- The nature of nation in the late Ottoman Empire, Leiden: ISIM 2005
- Religion, society, and modernity in Turkey, Syracuse, NY: Syracuse University Press, July 2006